# Karasabai
Karasabai is een inheems dorp in de regio Upper Takutu-Upper Essequibo van Guyana. Het wordt bewoond door inheemsen van het Macushivolk. Karasabai is gelegen in het zuidelijk Pakaraima-gebergte aan de Ireng, een rivier die naar het zuiden stroomt en via de Amazone de Atlantische Oceaan bereikt. Het bevindt zich ongeveer 77 km ten noordoosten van Lethem, maar de afstand tot Normandia in Roraima, Brazilië is ongeveer 20 km.

## Legende
Volgens de legende van de Macushi daalde Makonaima van de hemelen neer op aarde en zijn de Macushi zijn kinderen. Tijdens zijn tochten kwam Makonaima langs een kreek waar een schat verbergen was, en transformeerde de schat in een rotsblok. Karasabai ligt aan de baai van die kreek.

## Overzicht
Karasabai heeft een basisschool, een kliniek, en een pindakaasfabriek. De moedertaal van de inwoners in Macushi en Engels is de tweede taal. De bevolking bestaat uit christenen. Normandia in de deelstaat Roraima is de dichtstbijzijnde stad. In 2019 was Karasabai nog in onderhandeling over het grondgebied. Er is geen radio of televisieontvangst, en de internettoegang is problematisch. De economie is gebaseerd op zelfvoorzieningslandbouw en veeteelt. In 2021 was Marlon Edwards verkozen als Toshao (dorpshoofd).
Karasabai is een van de weinige plekken waar de zonparkiet in het wild kan worden geobserveerd. In 2018 is de Kezeé Eco Lodge gebouwd voor toeristen en vogelaars.
Karasabai is via een onverharde weg te bereiken van Lethem. De tocht duurt ongeveer twee tot drie uur. Karasabai heeft ook de beschikking over een vliegveld.
Aishalton · Dadanawa Ranch · Kanashen · Karasabai · Lethem · Nappi · St. Ignatius